# Däveln
Däveln är en sjö i Degerfors kommun och Kristinehamns kommun i Värmland och ingår i Göta älvs huvudavrinningsområde. Sjön har en area på 0,257 kvadratkilometer och ligger 116 meter över havet. Sjön avvattnas av vattendraget Dävelsbäcken.

## Delavrinningsområde
Däveln ingår i det delavrinningsområde (655561-140847) som SMHI kallar för Mynnar i Visman. Medelhöjden är 116 meter över havet och ytan är 38,53 kvadratkilometer. Det finns inga avrinningsområden uppströms utan avrinningsområdet är högsta punkten. Dävelsbäcken som avvattnar avrinningsområdet har biflödesordning 4, vilket innebär att vattnet flödar genom totalt 4 vattendrag innan det når havet efter 238 kilometer. Avrinningsområdet består mestadels av skog (58 procent), jordbruk (12 procent) och sankmarker (16 procent). Avrinningsområdet har 0,32 kvadratkilometer vattenytor vilket ger det en sjöprocent på 0,8 procent.